# 柯維蓁
柯維蓁（？—？），字君實，號峴濱，湖廣襄陽護衛籍，明朝政治人物。

## 生平
萬曆十九年（1591年）辛卯科湖廣鄉試舉人。萬曆二十年（1592年），登壬辰科第三甲第二百一名進士，吏部觀政，初授行人，一使秦藩，两使豫章（南昌），二十六年丁憂。三十二年升户部主事，三十五年升户部郎中，管苏州仓，三十八年五月升四川川北道副使。時有事于土司，维蓁谓当静以平之，忤当事意，三十九年四月乞致仕，拂衣归。四十四年起复四川副使，四十六年十二月考察降用。著有《先生集》，末年一意五经，曰：道在是矣。年七十七卒。

## 家族
曾祖柯龍；祖父柯潤（柯潮）；父柯育奇。